# Суперколония муравьёв

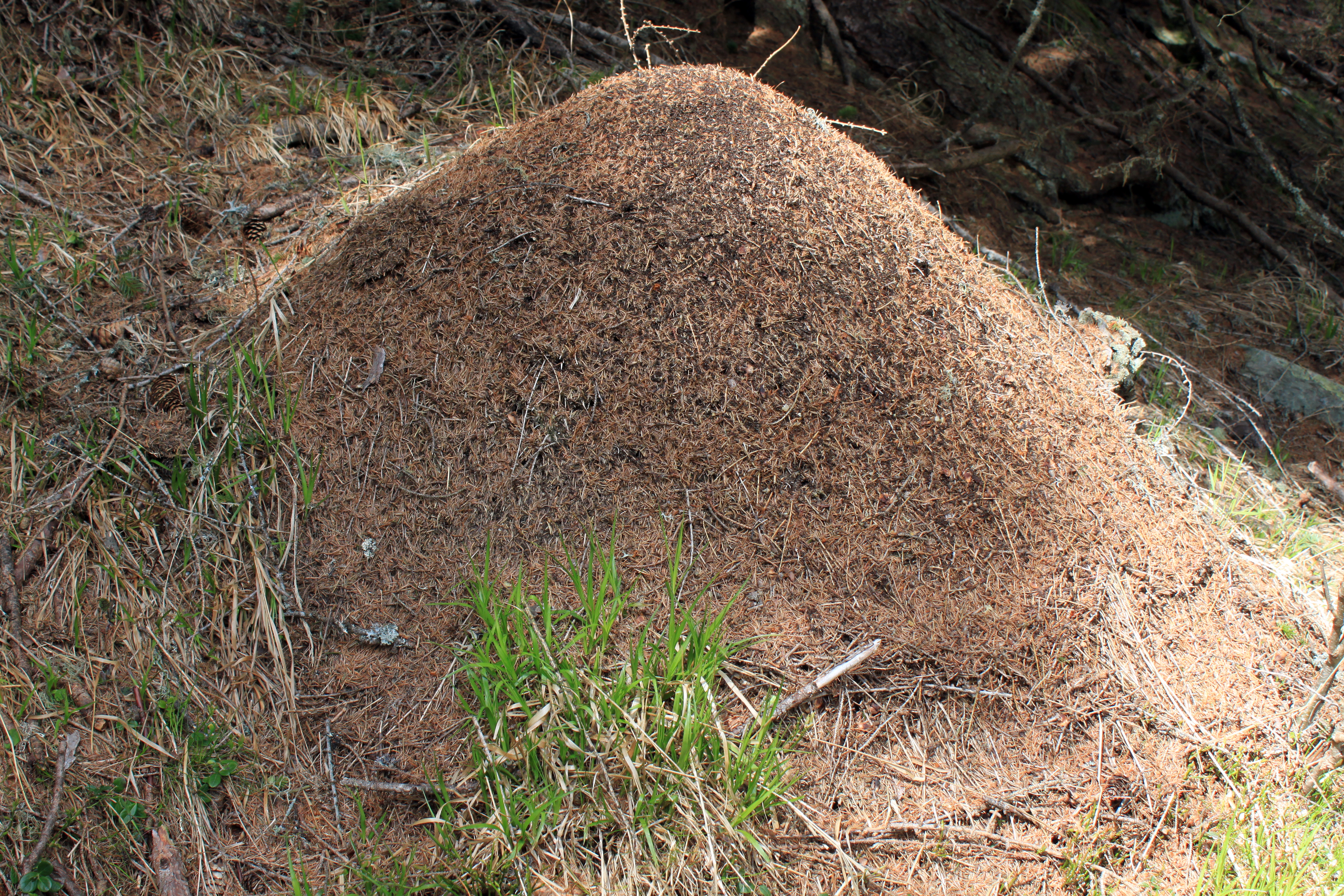
Крупный муравейник (Швейцария)

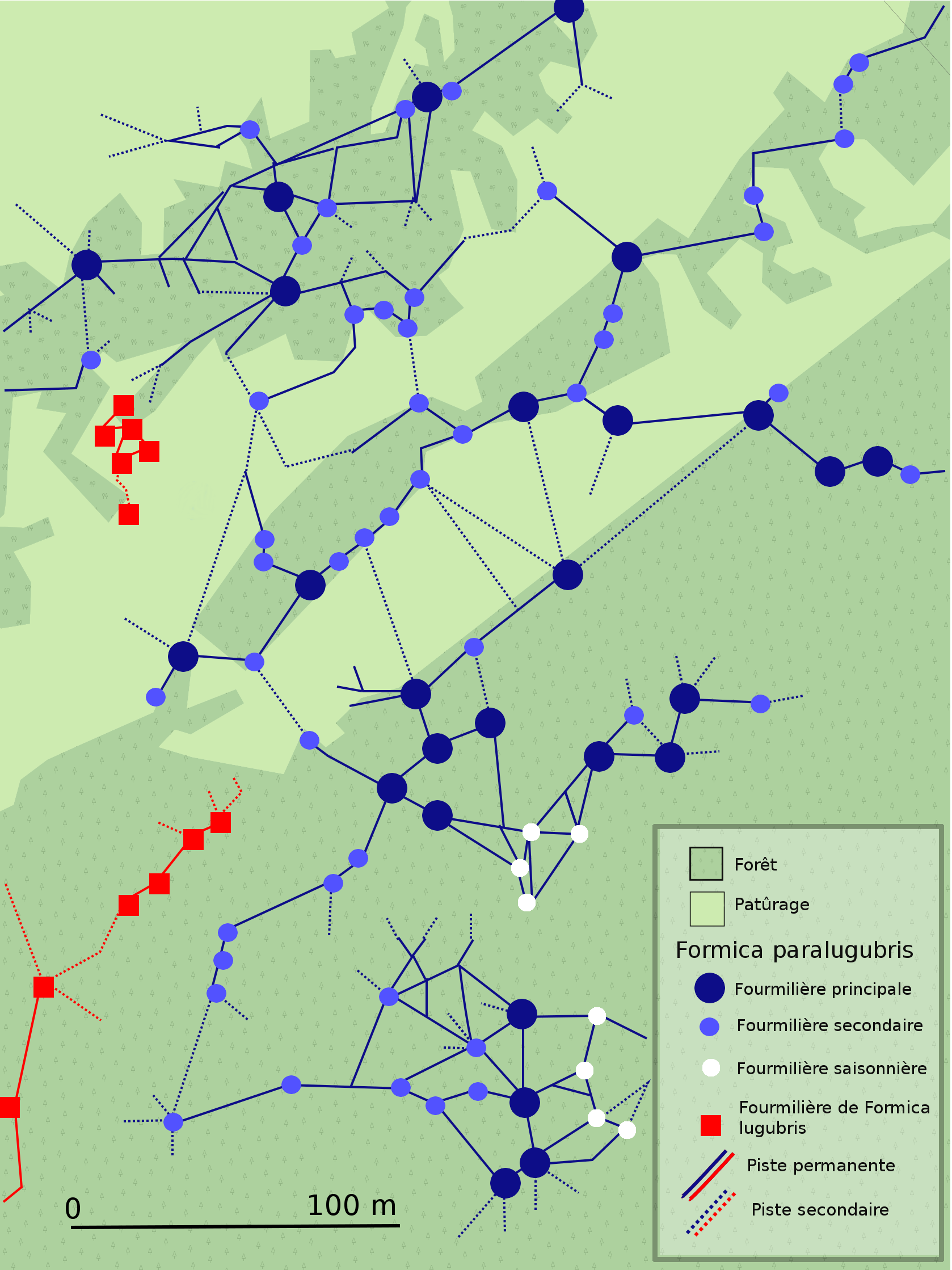
Схематическая карта части суперколонии Formica paralugubris (станция Chalet à Roch, Le Brassus, массив Юра, Швейцария, высота над уровнем моря 1450 м)

Суперколония муравьёв — это исключительно большая муравьиная колония, состоящая из большого числа пространственно разделенных, но социально связанных гнезд одного вида муравьев (то есть, колония является полидомной), расположенных на большой территории без территориальных границ. Суперколонии, как правило, полигинные, содержат много яйцекладущих самок (маток, королев или гин). Рабочие и королевы из разных гнезд одной суперколонии могут свободно перемещаться между гнездами, все рабочие без разбора сотрудничают друг с другом в сборе пищи и уходе за расплодом и не проявляют явной взаимной агрессии.
Суперколонии муравьёв могут включать тысячи муравейников и содержать десятки миллионов рабочих и маток одного вида. При наличии подходящего незанятого пространства с достаточным количеством ресурсов суперколония постоянно расширяется за счет почкования, когда королевы вместе с рабочими мигрируют на небольшие расстояния и основывают новое соединенное гнездо. Суперколония может также расширяться на большие расстояния за счет скачкообразного расселения, которое может происходить между континентами. Ярким примером муравьев, образующих суперколонии на разных континентах, является аргентинский муравей (Linepithema humile). Инвазивные виды красного огненного муравья (Solenopsis invicta) и Solenopsis geminata также используют классические брачные полеты, таким образом, применяя три основных способа рассеивания. Из примерно 14 000 описанных видов муравьев суперколония встречается менее чем у 1 % всех муравьев.
Как правило, муравьи, образующие суперколонии, являются инвазивными и вредными в неродной среде. Хотя не все суперколониальные виды являются инвазивными и не все инвазивные муравьи доминируют, суперколонии обычно ассоциируются с инвазивными популяциями. Известно, что некоторые инвазивные виды образуют суперколонии и в своей родной среде обитания. При этом в родной среде обитания наблюдаются относительно небольшие суперколонии, в то время как в инвазивной среде они гораздо крупнее, доминируют и представляют угрозу экологическому разнообразию. Исключения среди видов, образующих суперколонии и не являющихся инвазивными, встречаются в основном в роде Formica.

## Описание
У типичных муравьёв колония состоит из одного гнезда (монодомия) с одной или несколькими царицами, в котором выращивается расплод. Однако известно более 150 видов муравьёв из 49 родов, у которых колонии состоят из нескольких пространственно разделённых гнёзд. В таких полидомных (в отличие от монодомных) колониях пища и рабочие перемещаются между гнёздами. Принадлежность к колонии определяется по реакции рабочих муравьёв, которые определяют, принадлежит ли другая особь к их колонии или нет. Характерный коктейль химических веществ на поверхности тела (также известных как кутикулярные углеводороды или CHCs) образует так называемый запах колонии, который могут распознать другие члены колонии. Некоторые виды муравьёв, по-видимому, менее разборчивы, а у аргентинского муравья (Linepithema humile) рабочие, перенесённые из колонии, расположенной на юге США и Мексики, приемлемы в других колониях того же региона. Аналогично рабочие из колоний, обосновавшихся в Европе, принимаются любыми другими колониями в Европе, но не колониями в Америке. Интерпретация этих наблюдений вызывает дискуссии, и одни учёные называют эти крупные популяции суперколониями, а другие — униколониями.

### Аргентинский муравей

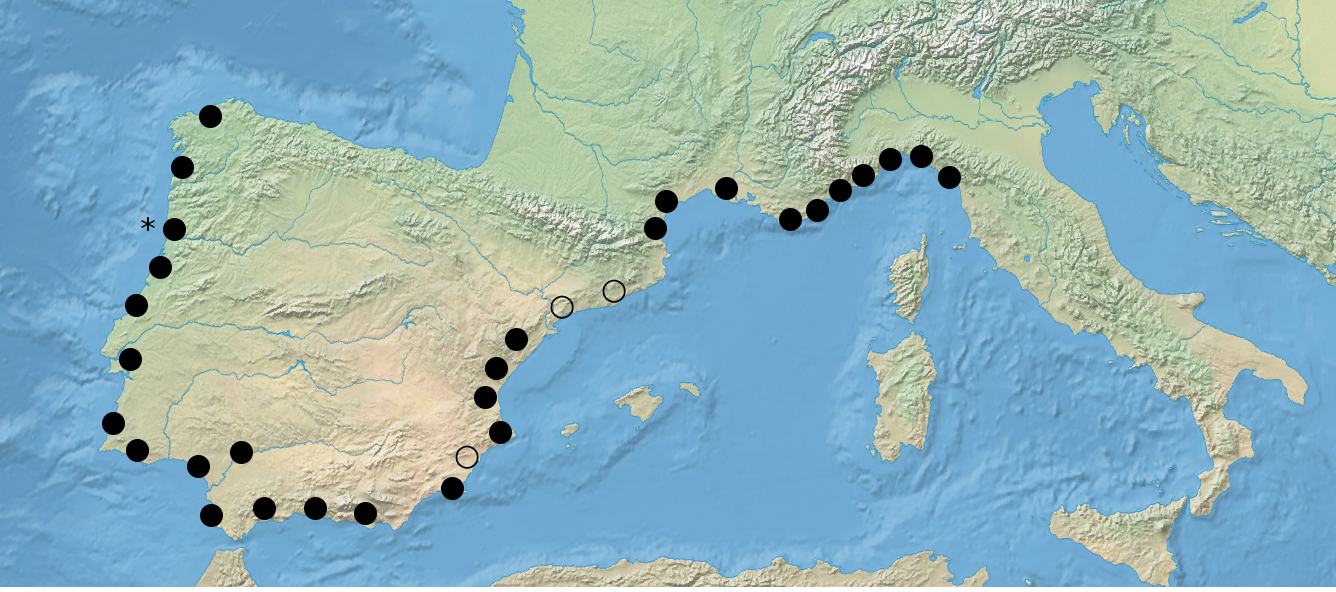
Карта расселения 33 изученных европейских популяций аргентинского муравья. Популяции были отнесены к одной из двух различных групп на основе тестов на агрессию: основная суперколония (●) и каталонская суперколония (○)

Аргентинский муравей (Linepithema humile), завезённый в южную Европу, образовал там крупнейшую суперколонию.
В Европе суперколония аргентинских муравьёв простирается на 6 тыс. км вдоль средиземноморского побережья Испании, Франции и Италии, калифорнийская колония в США — на 900 км. Третье крупное сообщество обитает на западном побережье Японии. Оказалось, что актов агрессии между рабочими муравьями из гнёзд, удалённых друг от друга на многие тысячи километров, не было.
Впервые об отсутствии агрессии в колониях аргентинских муравьёв было сообщено в 1913 году Ньюэллом и Барбером, которые отметили, что «…между отдельными колониями своего вида нет явного антагонизма».
Более поздние исследования показали, что эти муравьиные суперколонии простираются на сотни и тысячи километров в разных частях интродуцированного ареала, о чем впервые было сообщено в Калифорнии в 2000 году
затем в Европе 2002 году
в Японии в 2009 году
и Австралии в 2010 году.
В ряде последующих исследований с помощью генетических, поведенческих и химических анализов было показано, что интродуцированные суперколонии на разных континентах на самом деле представляют собой единую глобальную суперколонию.

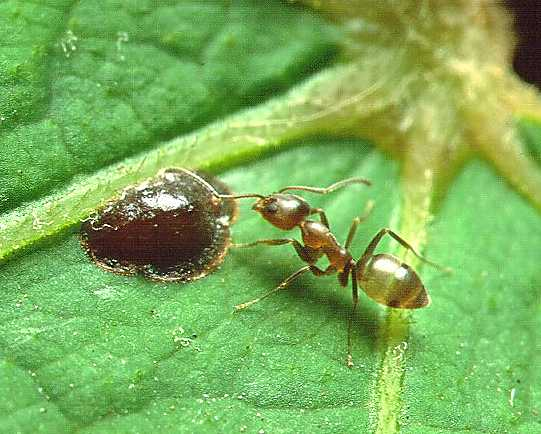
Аргентинский муравей

### Formica
Некоторые полигинные и полидомные представители группы рыжих лесных муравьёв (F. polyctena, F. aquilonia, F. paralugubris, F. yessensis) формируют крупные суперколонии. Северный лесной муравей образует суперколонии в родных лесных местообитаниях.
В 1997 году была описана суперколония Formica obscuripes в американском штате Орегон, состоящая из более чем 200 гнезд и оцениваемая в 56 млн особей.
Суперколония Formica yessensis в Исикари на острове Хоккайдо (Япония) насчитывает более 45 000 гнезд, более 300 000 000 рабочих и более 1 000 000 маток.

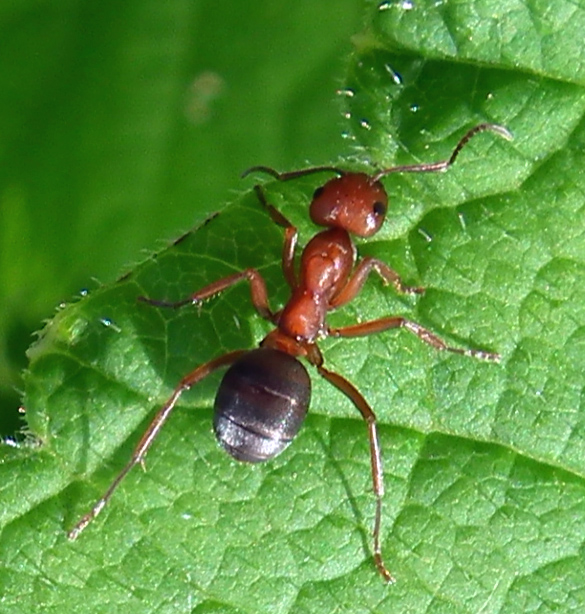
Formica obscuripes
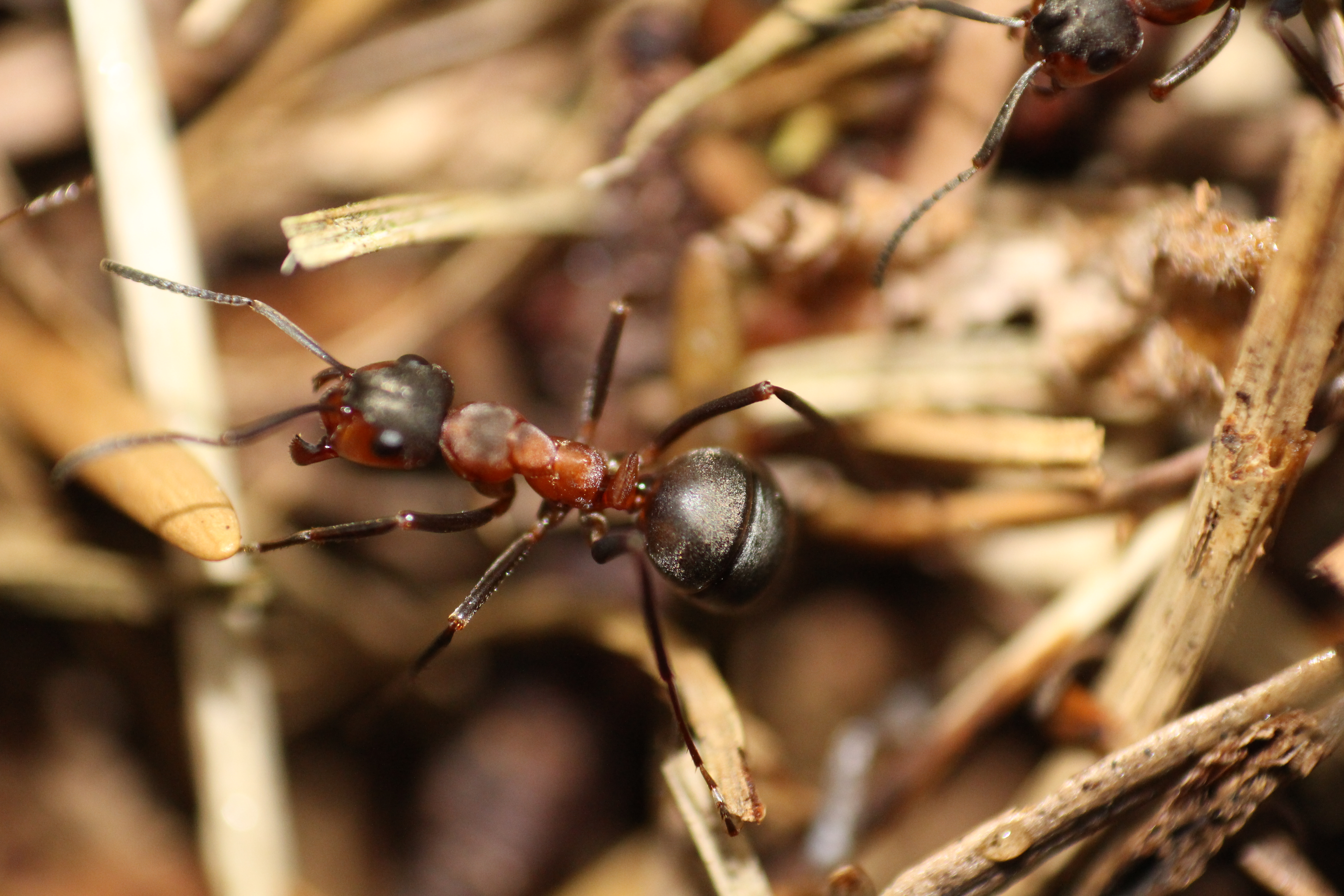
Малый лесной муравей (F. polyctena)

### Tapinoma
Три из четырех видов, выделенных в комплекс Tapinoma nigerrimum, известны как суперколониальные: T. darioi, T. ibericum и T. magnum. Tapinoma nigerrimum от монодомного до умеренно полидомного вида, мультиколониальность и суперколониальность у него неизвестны.
В естественной среде обитания Tapinoma sessile живет небольшими колониями. При инвазии в городские районы она проявляет крайнюю полигинию и полидомию и становится доминирующим инвазивным вредителем. В зависимости от сезона количество гнезд в колонии может попеременно сливаться в одно или несколько зимой и расти с весны, достигая максимальной плотности гнезд летом. В начале сезона рост их популяции происходит по экспоненте. В целом колонии T. sessile регулярно перемещаются. Они прокладывают тропы между гнездами и пищевыми ресурсами, а также колонизируют новые территории.